# .guru
.guru là một tên miền cấp cao nhất dùng chung (gTLD) thuộc sở hữu của Donuts. Tên miền này được ủy quyền vào ngày 6 tháng 11 năm 2013.

## Lịch sử
.guru là một trong 7 gTLD đầu tiên được Donuts ra mắt đồng thời vào cuối năm 2013. Giai đoạn mặt trời mọc của tên miền, khi các nhà sở hữu thương hiệu đã có từ trước có thể đăng ký tên miền trước khi mở đăng ký công khai để ngăn chặn việc chiếm dụng tên miền, kéo dài từ ngày 26 tháng 11 năm 2013 đến ngày 24 tháng 1 năm 2014. .guru đã không trải qua giai đoạn đổ bộ, và thay vào đó đã đi thẳng đến giai đoạn công bố rộng rãi.
Việc tên miền .guru được ra mắt là một phần của phong trào tạo ra các tên miền cấp cao nhất; Trước năm 2014, chỉ có 22 gTLD có thể đăng ký tự do, nhưng có đến hơn 1000 gTLD được tung ra chỉ trong tháng 2 năm 2014. .guru nhanh chóng trở thành tên miền cấp cao nhất dùng chung có số lượt đăng ký cao hơn hẳn, với 55.000 lượt đăng ký tính đến tháng 5 năm đó và 35,000 lượt đăng ký chỉ trong ba tuần đầu tiên công khai cho phép đăng ký. Cho đến khi tên miền .app ra đời, tên miền .guru là tên miền cấp cao nhất dùng chung có số lượng đăng ký lớn nhất, cao hơn bất cứ tên miền mới cùng loại nào trên trang web của GoDaddy.
Tuy nhiên, hoạt động của thị trường tên miền cấp cao nhất dùng chung mới lại nằm dưới mức mong đợi, có ít lượt đăng ký và thị phần nhỏ hơn so với dự đoán ban đầu. Vào năm 2015, một năm sau khi ra mắt, .guru được phát hiện là có số lượng tên miền đăng ký bị mất hiệu lực hoặc bị xóa cao thứ hai sau tên miền .tips.
Mặc dù không đáp ứng được kỳ vọng ban đầu, tuy nhiên .guru vẫn là một lựa chọn phổ biến đối với nhiều cá nhân và doanh nghiệp nhỏ, đặc biệt là ở Ấn Độ.

## Sử dụng
Tính đến  năm 2022, có 60.360 tên miền .guru được đăng ký, chiếm 0.21% tổng số tên miền. GoDaddy là nhà đăng ký chiếm phần lớn thị phần .guru với 47,4%, trong khi NameCheap bị bỏ xa với 11.3% thị phần ở vị trí thứ 2. Khoảng 56.000 lượt đăng ký là từ các website đang hoạt động và ước tính số tiền phí chi trả cho các đăng ký tên miền .guru là khoảng 1,5-2 triệu đô la Mỹ mỗi năm. Theo The Spamhaus Project, tính đến tháng 9 năm 2023, 3.9% tên miền .guru dính líu đến thư rác, so với 1.5% đối với tên miền .com, 2.1% đối với tên miền .net, 6.6% đối với tên miền .info, 2.7% đối với tên miền .biz, và 0.8% đối với tên miền .org.